# Tingey-Gletscher
Der Tingey-Gletscher ist ein kleiner Gletscher im ostantarktischen Mac-Robertson-Land. Er liegt an der Südseite des McCue Bluff am Mawson Escarpment und mündet in den Lambertgletscher.
Luftaufnahmen, die 1956 und 1960 im Rahmen der Australian National Antarctic Research Expeditions (ANARE) entstanden, dienten seiner Kartierung. Das Antarctic Names Committee of Australia benannte ihn 1973 nach dem Geologen Robert J. Tingey (1940–2017), der an den ANARE-Kampagnen 1970, 1971 und 1972 zur Erkundung der Prince Charles Mountains teilgenommen hatte.